# Feketefejű lóri
A feketefejű lóri (Lorius domicella) a madarak (Aves) osztályának a papagájalakúak (Psittaciformes) rendjéhez, és a szakállaspapagáj-félék (Psittaculidae) családjába, azon belül a lóriformák (Loriinae) alcsaládjába tartozó faj. Német tükörfordítással időnként érclórinak is nevezik (az Erzlori név arra utal, hogy tollazatának egyes részei fémes fényűek).

## Származása, elterjedése
Indonézia szigetein honos, méghozza a Maluku-szigetek közül a következőkön:
- Seram,
- Amboina,
- Haruku és
- Saparua.

## Megjelenése, felépítése
Testhossza 28–30 centiméter; a hím és a tojó látszólag nem különbözik. A tollazat alapszíne meleg bársonyvörös, de a homloka mélykék, a begyén pedig sárga keresztsáv húzódik. Zömmel zöld szárnyának orma kék, az evezőtollak belső zászlója részben sárga. Gatyája kobaltkék, a farok csúcsán bíbor sáv fut. 
Írisze barna, a csőre narancsszínű, a lába fekete.

## Életmódja, élőhelye
A többi lóriéhoz hasonló. Fészkelési ideje 2 hónap, ebből a költés 25 nap. Egy fészekalja két tojás. Rendszerint két költés követi egymást, amit elősegít, hogy a fiókák gyorsan önállósulnak.

## Tartása
Hamar megszelídül. Könnyen vállra szoktatható; ilyenkor előszeretettel kunyerál édességet. Teleltetni fűtött helyiségben kell.